# 197 pr. n. št.

## Dogodki
- z bitko pri Kynoskephalaí se konča druga makedonska vojna.

## Smrti
- Atal I. Soter, kralj Pergamona (* 269 pr. n. št.)
- Horunefer, nedinastični faraon Egipta (* ni znano)